# Raffaele Mario Offidani
Raffaele Mario Offidani (Sant'Elpidio a Mare, 1890 – Roma, 1968) è stato un paroliere italiano autore di canzoni politiche di ispirazione comunista.
Offidani fu per lo più noto dalla fine della prima guerra mondiale ai primi anni del dopoguerra. Iniziò a scrivere durante una degenza in ospedale, rielaborando il testo di La canzone del Piave: il testo così ottenuto divenne quello di Leggenda della Neva.
Decise di scegliere lo pseudonimo di "Spartacus Picenus"  come allusione alla sua terra natale e come omaggio al celebre gladiatore che si ribellò alla schiavitù. Inoltre, secondo quanto dice lui stesso nella sua autobiografia, pubblicata sulla rivista Nuovo Canzoniere Italiano, il nome Spartacus era anche un omaggio ai fondatori del "gruppo Spartaco" in Germania.
Offidani era noto per avere composto canzoni politiche il cui testo era originale mentre la melodia era presa da noti canti popolari. Offidani scrisse oltre 100 canzoni che circolarono clandestinamente e che poi vennero raccolte nella collezione intitolata "Canti di Spartaco". Le sue canzoni più note furono Lenin e Stalin, La guardia rossa, Sventola Bandiera Rossa e Canto della rivolta dei Bersaglieri.  Alcuni dei suoi canti furono apprezzati da Lenin e Gramsci, e soprattutto La guardia rossa  venne adottata quale inno ufficiale del Partito Comunista Italiano  e divenne l'inno più popolare dei partigiani italiani.
A partire dalla prima guerra mondiale, Il partito socialista prima e comunista poi sostennero la diffusione delle canzoni di Offidani tramite la stampa e con performance durante le manifestazioni politiche. A causa della loro popolarità nel periodo delle due guerre, alcuni studiosi, per esempio Antonio Fanelli, hanno definito le canzoni di Offidani la "colonna sonora" ufficiale dei comunisti italiani.

## Opere
- I canti di Spartaco. Grande canzoniere del popolo, V. Ferri, 1944
- I nuovi canti di Spartaco: con le musiche dei più grandi compositori, Alberto Toti editore, 1949
- Canzoniere comunista, Centro diffusione stampa, 1954
- Canti comunisti, Edizioni del Calendario, 1967